# Сьвінороє
Сьвінороє (пол. Świnoroje) — село в Польщі, у гміні Наровка Гайнівського повіту Підляського воєводства.
У 1975-1998 роках село належало до Білостоцького воєводства.